# Elección al Senado de los Estados Unidos en Maryland de 2022
Las elecciones al Senado de los Estados Unidos de 2022 en Maryland se llevaron a cabo el 8 de noviembre de 2022 para elegir a un miembro del Senado de los Estados Unidos que represente al estado de Maryland.
El senador demócrata titular Chris Van Hollen fue elegido por primera vez en 2016 con el 60,9% de los votos y se postula para un segundo mandato.

## Primaria demócrata

### Candidatos

#### Nominado
- Chris Van Hollen, senador de los Estados Unidos por Maryland (2017-presente).[2]

#### Eliminado en primaria
- Michelle Laurence Smith, empleada federal.[3]

#### No se registró
- Colin Byrd, exalcalde de Greenbelt (2019-2021).[4]

Resultados por condado:

### Resultados
|  | 80,6 % |

|  | 19,4 % |

### Demócratas por escrito

#### Declarado
- Scottie Griffin.[5]

## Primaria republicana

### Candidatos

#### Nominado
- Chris Chaffee, contratista de construcción de viviendas.

#### Eliminado en primaria[5]
- George Davis, ingeniero.
- Nnabu Eze, contratista.
- Lorie Friend, enfermera.
- Reba Hawkins, empresaria y candidata al 3.er distrito congresional de Maryland en 2020.
- Jon McGreevey, empleado en una librería para adultos.[6]
- Joseph Pérez, gerente de proyectos IT.
- Todd Puglisi, empleado en un mercado.
- James Tarantin, emprendedor.[7]
- John Thormann, consultor.

#### Rechazado
- Andy Harris, representante de los Estados Unidos por el 1.er distrito congresional de Maryland (2011-presente; busca la reelección).[8]
- Larry Hogan, gobernador de Maryland (2015-presente).[9]

### Resultados
|  | 20,8 % |

|  | 14,7 % |

|  | 13,7 % |

|  | 10,8 % |

|  | 8,7 % |

|  | 8,4 % |

|  | 7,4 % |

|  | 5,8 % |

|  | 5,6 % |

|  | 4,1 % |

## Elección general

### Resultados
| Partido     | Partido     | Candidato                  | Votos | % |
| ----------- | ----------- | -------------------------- | ----- | - |
|             | Demócrata   | Chris Van Hollen (titular) |       |   |
|             | Republicano | Chris Chaffee              |       |   |
| Por escrito |             |                            |       |   |
| Total       |             |                            |       |   |